# Caecum carolinianum
Caecum carolinianum är en snäckart som beskrevs av Dall 1892. Caecum carolinianum ingår i släktet Caecum och familjen Caecidae. Inga underarter finns listade i Catalogue of Life.